# Z miłości
Z miłości – polski film dramatyczny z 2011 roku w reżyserii Anny Jadowskiej.

## Opis fabuły
Ewelina (Marta Nieradkiewicz) i Piotr (Wojciech Niemczyk) są kilka miesięcy po ślubie. Mają małe dziecko i – podobnie jak wiele młodych małżeństw – nieustające kłopoty finansowe. Piotrek nie ma stałej pracy i żadnego pomysłu, w jaki sposób utrzymać rodzinę.
W rozmowie z przyjaciółmi dowiadują się, że sposobem na łatwy, przyjemny i szybki zarobek może być udział w filmie porno. Ewelina decyduje, że wraz z Piotrem tylko raz zagrają w takim filmie. By zrealizować swój plan przyjeżdżają do Warszawy. Wkraczając nieśmiało w progi pornobiznesu, uruchamiają serię zdarzeń, które zmieniają relacje między nimi i przesuwają moralne granice.

## Obsada
- Marta Nieradkiewicz − jako Ewelina
- Wojciech Niemczyk(inne języki) − jako Piotr
- Daniel Olbrychski − jako Radwański
- Ewa Szykulska − jako Marta
- Anna Ilczuk − jako Joanna
- Elżbieta Gruca(inne języki) − jako Ela
- Michał Grzybowski − jako Michał
- Sylwester Jakimow − jako Wojtek
- Leszek Lichota − jako Sławek
- Maciej Buchwald − jako Błażej
- Aleksandra Bednarz − jako Agnieszka
- Marcin Macuk − jako Marek
- Dorota Lulka − jako Jadzia
- Łukasz Moskal − jako Fredek

i inni